# Gabriel García de la Torre
Gabriel García de la Torre (Sallent, 1979. február 10. –) spanyol válogatott labdarúgó.
A spanyol válogatott tagjaként részt vett a 2000. évi nyári olimpiai játékokon és a 2004-es Európa-bajnokságon.

## Sikerei, díjai
Barcelona
- Bajnokok ligája győztes (1): 2005–06
- Spanyol bajnok (2): 2004–05, 2005–06
- Spanyol szuperkupagyőztes (1): 2005

Ajax
- Holland kupagyőztes (2): 2006–07, 2009–10
- Holland szuperkupagyőztes (2): 2006, 2007

Spanyolország U20
- U20-as világbajnok (1): 1999

Spanyolország U21
- U21-es Európa-bajnoki bronzérmes (1): 2000

Spanyolország U23
- Olimpiai ezüstérmes (1): 2000